# Дом Gucci
«Дом Gucci» (англ. House of Gucci) — художественный фильм 2021 года британского режиссёра Ридли Скотта, экранизация книги Сары Форден «Дом Гуччи. Сенсационная история убийства, безумия, гламура и жадности». Рассказывает об убийстве Маурицио Гуччи, которое произошло в 1995 году. Главные роли в картине сыграли Леди Гага, Аль Пачино, Адам Драйвер, Джаред Лето, Джереми Айронс. Фильм получил неоднозначные отзывы критиков, но всё же был номинирован на ряд кинопремий, включая «Оскар» за грим и причёску, и окупился в прокате.

## Сюжет
Действие фильма начинается в 1978 году. Молодая привлекательная итальянка Патриция Реджани, работающая офис-менеджером в небольшой автотранспортной фирме отца, знакомится с Маурицио Гуччи, наследником половинной доли в модном доме Gucci через своего отца Родольфо. Она преследует и очаровывает его. Родольфо предупреждает сына, что эта девушка — охотница за деньгами, и угрожает лишить наследства в случае женитьбы, но тот предпочитает Патрицию отцу. Он женится на Реджани и устраивается на работу в компанию тестя. Патриция знакомится с дядей Маурицио, Альдо Гуччи, и тот под воздействием её чар берёт под покровительство семью племянника. Маурицио мирится с отцом незадолго до его смерти, наследует всё его состояние, но не получает акции дома Гуччи; Патриция подделывает подпись свёкра под документом о передаче акций.
Теперь цель Патриции — получить контрольный пакет, заставив Альдо и его неразумного сына Паоло уступить вторые 50 %. Она вступает в конфликт с Альдо из-за продажи дешёвых реплик продукции компании, подталкивая мужа к более активному участию в семейном бизнесе. Паоло передаёт Патриции доказательства того, что Альдо уклонялся от уплаты налогов в США, в обмен на обещание позволить ему разработать собственную линию одежды. Альдо арестовывают и приговаривают к году тюрьмы. Патриция сообщает итальянской полиции, что Паоло не имеет права использовать товарный знак Гуччи, и показ его линии останавливают. Патриция и Маурицио просят Паоло продать им акции, но он отказывается и разрывает все связи.
Итальянская полиция решает арестовать Маурицио за подделку отцовской подписи. Он сбегает с женой в Швейцарию, где встречает свою давнюю подругу Паолу Франки. После семейной ссоры Маурицио понимает, что устал от брака и что отец был прав насчёт Патриции. Он приказывает жене и дочери вернуться в Италию и заводит роман с Паолой. Используя помощь акционерной компании Investcorp., Маурицио покупает акции компании у обедневшего Паоло и делает аналогичное предложение вышедшему из тюрьмы Альдо. Тот, удручённый происходящим, продаёт акции и прекращает контакты с Маурицио.
Патриция пытается помириться с мужем. Тот её игнорирует, позже просит о разводе через своего помощника Доменико Де Соле, но получает отказ. Маурицио нанимает многообещающего дизайнера Тома Форда, чтобы реанимировать бизнес. Тот создаёт успешную линию, но руководители Investcorp, недовольные неэффективным управлением и расточительством Маурицио, выкупают его пакет акций. Патриция через свою подругу, экстрасенса Пину Ауриемму, находит киллеров, и несколько дней спустя Маурицио убивают у входа в его офис.
В заключительных титрах сообщается о судьбе остальных персонажей. Альдо и Паоло умерли в бедности вскоре после продажи акций, Патриция, Джузеппина и киллеры надолго отправились в тюрьму. Дом Gucci полностью перешёл в собственность Investcorp и успешно функционирует без участия членов семьи Гуччи.

## В ролях
- Леди Гага — Патриция Реджани
- Адам Драйвер — Маурицио Гуччи
- Джаред Лето — Паоло Гуччи
- Аль Пачино — Альдо Гуччи
- Джереми Айронс — Родольфо Гуччи
- Сальма Хайек — Пина Ауриемма
- Джек Хьюстон — Доменико Де Соле
- Рив Карни — Том Форд
- Камилль Коттен — Паола Франки
- Мадалина Генеа — Софи Лорен

## Создание и релиз
О работе над проектом стало известно в июне 2006 года, когда Ридли Скотт был назначен режиссёром фильма по сценарию Андреа Берлоффа. Тогда же появились неофициальные данные о том, что Анджелина Джоли и Леонардо Ди Каприо сыграют в этой картине Патрицию Реджани и Маурицио Гуччи соответственно. Литературной основой сценария стала книга Сары Форден «Дом Гуччи. Сенсационная история убийства, безумия, гламура и жадности». В феврале 2012 года дочь Скотта Джордан сменила его на посту режиссёра и начала переговоры с Пенелопой Крус о её участии в проекте в роли Реджани. В ноябре 2016 года Вонг Кар Вай стал режиссёром, Чарльз Рэндольф — соавтором сценария, а Марго Робби получила роль Реджани. Наконец, в ноябре 2019 года Ридли Скотт снова стал режиссёром. Роберто Бентивенья написал сценарий, роль Реджани досталась Леди Гаге.
В апреле 2020 года компания Metro-Goldwyn-Mayer купила права на фильм. В августе того же года начались переговоры с Адамом Драйвером, Джаредом Лето, Аль Пачино, Робертом Де Ниро, Джеком Хьюстоном и Ривом Карни об их участии в проекте. Драйвер, Лето, Пачино и Де Ниро были утверждены к октябрю, Хьюстон и Карни — в декабре; тогда же к актёрскому коллективу присоединился Джереми Айронс. Дариуш Вольский объявил о своем участии в качестве оператора в том же месяце. В январе 2021 года к актёрскому составу присоединилась Камилль Коттен.
Съёмки начались в феврале 2021 года в Риме. Премьера состоялась 9 ноября 2021 года. В прокат картина вышла 24 ноября в США, 26 ноября в Великобритании, 2 декабря в России.

## Оценки
На сайте-агрегаторе отзывов Rotten Tomatoes фильм получил рейтинг 62 % при средней оценке 6,2 из 10. Критики с этого ресурса отметили, что общий тон повествования в картине оказался невыдержанным, но зато Леди Гага продемонстрировала безупречную игру. На сайте Metacritic картина получила 59 баллов из 100, что указывает на смешанные или средние отзывы. Зрители, опрошенные CinemaScore, оценили её на «В+» по шкале от А до F, зрители, опрошенные PostTrak, дали позитивную оценку в 82 % случаев. Алисса Уилкинсон из Vox похвалила игру актеров, но раскритиковала сценарий. Фильм, который обещан в трейлере, по её словам, «более эффектный и дикий», чем тот, который получился в реальности. Дэвид Руни из The Hollywood Reporter назвал «Дом Gucci» «потрясающим зрелищем», которое, однако, слишком заметно «колеблется между высокой драмой и оперой-буфф».
Ричард Роупер из Chicago Sun-Times, поставивший фильму две с половиной звезды из четырёх, высоко оценил игру Адама Драйвера, Леди Гаги и Аль Пачино, но назвал персонажей Сальмы Хайек и Джереми Айронса «картонными». Положительно отозвался об игре Леди Гаги и Драйвера и обозреватель «РБК», в «Ведомостях» прозвучала оценка картина как «бенефиса Аль Пачино». Игра Джареда Лето получила противоречивые отзывы критиков, а члены семьи Гуччи с возмущением отзывались о созданном им образе. А. О. Скотт из New York Times счёл фильм упущенной возможностью из-за недостатка у авторов «необходимого видения или вдохновения».
Патриция Гуччи, дочь одного из героев фильма Альдо Гуччи, заявила от имени семьи, что разочарована картиной. По её словам, авторы «Дома Gucci» «крадут идентичность семьи, чтобы получить прибыль». Скотт это обвинение отверг. Патриция Реджани одобрительно отозвалась о выборе Леди Гаги на её роль, но позже высказала своё разочарование из-за того, что актриса не связалась с ней и не попыталась встретиться.
Ридли Скотт в 2021 году делал ставку на «Последнюю дуэль», но в результате при бюджете в 100 миллионов этот фильм собрал всего 30, тогда как «Дом Гуччи» собрал эту сумму всего за два дня. Картина быстро покрыла свой производственный бюджет. По итогам проката фильм смог окупиться, к тому же он заработал на рекламе бренда.

## Награды и номинации
| Церемония                                                 | Дата            | Категория                                                          | Лауреаты и номинанты                                                                    | Результат | Примечание |
| --------------------------------------------------------- | --------------- | ------------------------------------------------------------------ | --------------------------------------------------------------------------------------- | --------- | ---------- |
| Премия общества кинокритиков Нью-Йорка                    | 3 декабря 2021  | Лучшая женская роль                                                | Леди Гага                                                                               | Победа    | [ 28 ]     |
| Премия общества кинокритиков Детройта                     | 6 декабря 2021  | Лучшая мужская роль второго плана                                  | Джаред Лето                                                                             | Номинация | [ 29 ]     |
| Премия общества кинокритиков Детройта                     | 6 декабря 2021  | Лучший актёрский ансамбль                                          | Дом Gucci                                                                               | Номинация | [ 29 ]     |
| Ассоциация кинокритиков Вашингтона                        | 6 декабря 2021  | Лучшая женская роль                                                | Леди Гага                                                                               | Номинация | [ 30 ]     |
| Премия общества кинокритиков Феникса                      | 18 декабря 2021 | Лучшая женская роль                                                | Леди Гага                                                                               | Номинация | [ 31 ]     |
| Ассоциация кинокритиков Сент-Луиса                        | 19 декабря 2021 | Лучшая женская роль                                                | Леди Гага                                                                               | Номинация | [ 32 ]     |
| Ассоциация кинокритиков Сент-Луиса                        | 19 декабря 2021 | Лучшая мужская роль второго плана                                  | Джаред Лето                                                                             | Номинация | [ 32 ]     |
| Ассоциация кинокритиков Сент-Луиса                        | 19 декабря 2021 | Лучший дизайн костюмов                                             | Джанти Йейтс                                                                            | Номинация | [ 32 ]     |
| Ассоциация кинокритиков Далласа                           | 20 декабря 2021 | Лучшая женская роль                                                | Леди Гага                                                                               | 4-е место | [ 33 ]     |
| Премия общества кинокритиков Флориды                      | 22 декабря 2021 | Лучшая женская роль                                                | Леди Гага                                                                               | Номинация | [ 34 ]     |
| Премия общества кинокритиков Флориды                      | 22 декабря 2021 | Лучшая мужская роль второго плана                                  | Джаред Лето                                                                             | Номинация | [ 34 ]     |
| Международный кинофестиваль Capri Hollywood               | 4 января 2022   | Лучшая женская роль                                                | Леди Гага                                                                               | Победа    |            |
| Международный кинофестиваль Capri Hollywood               | 4 января 2022   | Итальяно-американская актриса года                                 | Леди Гага                                                                               | Победа    |            |
| Ассоциация кинокритиков Северной Каролины                 | 5 января 2022   | Лучший грим и причёски                                             | Фредерик Аспирас, Джана Карбони, Джулиано Мариано, Йоран Лундстрём и Сара Николь Танно  | Номинация | [ 35 ]     |
| Международный кинофестиваль в Палм-Спрингс                | 6 января 2022   | Награда «Icon Award»                                               | Леди Гага                                                                               | Победа    | [ 36 ]     |
| Ассоциация кинокритиков Колумбуса (Огайо)                 | 6 января 2022   | Лучший актёр года                                                  | Адам Драйвер                                                                            | Номинация | [ 37 ]     |
| Премия «Золотой глобус»                                   | 9 января 2022   | Лучшая женская роль — драма                                        | Леди Гага                                                                               | Номинация | [ 38 ]     |
| Премия общества кинокритиков Сан-Диего                    | 10 января 2022  | Лучший дизайн костюмов                                             | Джанти Йейтс                                                                            | Номинация | [ 39 ]     |
| Ассоциация кинокритиков Джорджии                          | 14 января 2022  | Лучшая женская роль                                                | Леди Гага                                                                               | Номинация | [ 40 ]     |
| Ассоциация кинокритиков Айовы                             | 15 января 2022  | Лучшая женская роль                                                | Леди Гага                                                                               | Победа    | [ 41 ]     |
| Премия общества кинокритиков Денвера                      | 17 января 2022  | Лучшая женская роль                                                | Леди Гага                                                                               | Номинация |            |
| Премия общества кинокритиков Сиэтла                       | 17 января 2022  | Лучшая женская роль                                                | Леди Гага                                                                               | Номинация | [ 42 ]     |
| Премия общества кинокритиков Сиэтла                       | 17 января 2022  | Лучший дизайн костюмов                                             | Джанти Йейтс                                                                            | Номинация | [ 42 ]     |
| Ассоциация кинокритиков Music City                        | 25 января 2022  | Лучшая женская роль                                                | Леди Гага                                                                               | Номинация |            |
| Награда American Cinematheque                             | 26 января 2022  | Лучший грим и причёски                                             | Фредерик Аспирас, Джана Карбони, Джулиано Мариано, Йоран Лундстрём и Сара Николь Танно  | Победа    | [ 43 ]     |
| Премия Австралийской академии кинематографа и телевидения | 26 января 2022  | Лучшая женская роль                                                | Леди Гага                                                                               | Номинация | [ 44 ]     |
| Премия Австралийской академии кинематографа и телевидения | 26 января 2022  | Лучшая мужская роль второго плана                                  | Аль Пачино                                                                              | Номинация | [ 44 ]     |
| Премия Альянса женщин-киножурналистов                     | 26 января 2022  | Лучшая женская роль                                                | Леди Гага                                                                               | Номинация | [ 45 ]     |
| Премия Гильдии гримеров и стилистов                       | 19 февраля 2022 | Лучший грим в историческом фильме и/или грим для персонажа         | Дом Gucci                                                                               | Номинация | [ 46 ]     |
| Премия Гильдии гримеров и стилистов                       | 19 февраля 2022 | Лучшие грим-эффекты в полнометражном фильме                        | Дом Gucci                                                                               | Номинация | [ 46 ]     |
| Премия Гильдии гримеров и стилистов                       | 19 февраля 2022 | Лучшие прически в историческом фильме и/или прически для персонажа | Дом Gucci                                                                               | Номинация | [ 46 ]     |
| Премия Гильдии киноактёров США                            | 27 февраля 2022 | Лучший актёрский ансамбль                                          | Дом Gucci                                                                               | Номинация | [ 47 ]     |
| Премия Гильдии киноактёров США                            | 27 февраля 2022 | Лучшая женская роль                                                | Леди Гага                                                                               | Номинация | [ 47 ]     |
| Премия Гильдии киноактёров США                            | 27 февраля 2022 | Лучшая мужская роль второго плана                                  | Джаред Лето                                                                             | Номинация | [ 47 ]     |
| Ассоциация голливудских кинокритиков                      | 28 февраля 2022 | Лучшая женская роль                                                | Леди Гага                                                                               | Номинация | [ 48 ]     |
| Ассоциация голливудских кинокритиков                      | 28 февраля 2022 | Лучший дизайн костюмов                                             | Джанти Йейтс                                                                            | Номинация | [ 48 ]     |
| Ассоциация голливудских кинокритиков                      | 28 февраля 2022 | Лучший грим и причёски                                             | Фредерик Аспирас, Джана Карбони, Джулиано Мариано, Йоран Лундстрём и Сара Николь Танно  | Номинация | [ 48 ]     |
| Ассоциация афро-американских кинокритиков                 | 2 марта 2022    | ТОП-10 лучших фильмов года                                         | Дом Gucci                                                                               | Победа    | [ 49 ]     |
| Премия Гильдии художников по костюмам                     | 9 марта 2022    | Лучший дизайн костюмов в историческом фильме                       | Джанти Йейтс                                                                            | Номинация | [ 50 ]     |
| Премия BAFTA                                              | 13 марта 2022   | Лучший британский фильм                                            | Дом Gucci                                                                               | Номинация | [ 51 ]     |
| Премия BAFTA                                              | 13 марта 2022   | Лучшая женская роль                                                | Леди Гага                                                                               | Номинация | [ 51 ]     |
| Премия BAFTA                                              | 13 марта 2022   | Лучший грим и причёски                                             | Фредерик Аспирас, Джана Карбони, Джулиано Мариано, Джулиано Мариана и Сара Николь Танно | Номинация | [ 51 ]     |
| Премия «Выбор критиков»                                   | 13 марта 2022   | Лучшая женская роль                                                | Леди Гага                                                                               | Номинация | [ 52 ]     |
| Премия «Выбор критиков»                                   | 13 марта 2022   | Лучшая мужская роль второго плана                                  | Джаред Лето                                                                             | Номинация | [ 52 ]     |
| Премия «Выбор критиков»                                   | 13 марта 2022   | Лучший дизайн костюмов                                             | Джанти Йейтс                                                                            | Номинация | [ 52 ]     |
| Премия «Выбор критиков»                                   | 13 марта 2022   | Лучший грим и причёски                                             | Фредерик Аспирас, Джана Карбони, Джулиано Мариано, Йоран Лундстрём и Сара Николь Танно  | Номинация | [ 52 ]     |
| Золотая малина                                            | 26 марта 2022   | Худший актёр второго плана                                         | Джаред Лето                                                                             | Победа    | [ 53 ]     |
| Золотая малина                                            | 26 марта 2022   | Худший актёрский дуэт                                              | Джаред Лето и его латексное лицо, вызывающая одежда или нелепый акцент                  | Номинация | [ 53 ]     |
| Премия «Оскар»                                            | 27 марта 2022   | Лучший грим и причёски                                             | Фредерик Аспирас, Анна Карин Лол и Йоран Лудстрём                                       | Номинация | [ 54 ]     |
| Премия «Спутник»                                          | 2 апреля 2022   | Лучшая женская роль — драма                                        | Леди Гага                                                                               | Номинация | [ 55 ]     |
| Премия «Спутник»                                          | 2 апреля 2022   | Лучшая мужская роль второго плана                                  | Джаред Лето                                                                             | Номинация | [ 55 ]     |